# Хризостом (Верьис)
Митрополит Хризостом (греч. Μητροπολίτης Χρυσόστομος в миру Нико́лаос Верьи́с греч. Νικόλαος Βεργής; 1924, Афины — 26 января 2010, Греция) — архиерей Элладской православной церкви, митрополит Халкидский (1974—2001).

## Биография
Родился в 1924 году в Афинах. В 1952 году окончил богословский факультет Афинского университета. В 1952 году митрополит Мессинский Хризостом (Даскалакис) хиротонисал его во диакона, а в 1953 году — во пресвитера. В течение десяти лет он служил проповедником в Мессинской митрополии, а в 1962 году стал ключарём храма святого Георгия Йарйяреттоса в Аттике.
14 июля 1974 года был хиротонисан в сан епископа и возведён в достоинство митрополита Халкидского. 14 ноября 2001 года он подал в отставку по состоянию здоровья.
Скончался 26 января 2010 года.